# 国鉄タキ8800形貨車
国鉄タキ8800形貨車（こくてつタキ8800がたかしゃ）は、かつて日本国有鉄道（国鉄）に在籍した私有貨車（タンク車）である。
本形式と同一の専用種別であるタキ14600形についても本項目で解説する。

## タキ8800形
タキ8800形は、魚油専用の30t 積タンク車として1961年（昭和36年）4月18日に5両（コタキ8800 - コタキ8804）が造機車輌1社のみにて製作された。
記号番号表記は、特殊標記符号「コ」（全長 12 m 以下）を前置し「コタキ」と標記する。
本形式の他に魚油を専用種別とする形式にはタ1形、タキ14600形（後記）の2形式が存在した。（タ1形は車両毎に専用種別が異なり魚油を専用種別としたものはごく少数であった。）
落成時の所有者は、日本肝油販売でありその常備駅は北海道の稚内駅であったが、1967年（昭和42年）4月13日に全車（5両）とも日本化学飼料へ名義変更され常備駅は函館駅へ移動した。
普通鋼（一般構造用圧延鋼材）製のタンク体は内部の仕切板により二分割されており、それぞれにドーム、安全弁、積込口、吐出管を装備していた。荷役方式はタンク上部にある積込口からの上入れ、吐出管からの下出し式である。
車体色は黒色、寸法関係は全長は11,800mm、全幅は2,350mm、全高は3,784mm、台車中心間距離は7,700mm、自重は17.3t、換算両数は積車5.0、空車1.8であり、台車はベッテンドルフ式のTR41Cである。
1984年（昭和59年）3月30日に全車一斉に廃車となり同時に形式消滅となった。

## タキ14600形
タキ14600形は、魚油専用の35t 積タンク車として1969年（昭和44年）2月10日に1両（タキ14600）のみが汽車製造にて製作された。
所有者は、理研ビタミン油でありその常備駅は北海道の南稚内駅であった。
タンク体は耐候性高張力鋼製であり、荷役方式はタンク上部にある積込口からの上入れ、吐出管からの下出し式である。
車体色は黒、寸法関係は全長は13,300mm、全幅は2,606mm、全高は3,745mm、台車中心間距離は9,200mm、自重は15.5t、換算両数は積車5.0、空車1.6であり、台車はベッテンドルフ式のTR41Cであった。
1985年（昭和60年）8月10日に廃車となり同時に形式消滅となった。製造より16年後と短命な形式であった。